# آن جونغ-سو
آن جونغ-سو هو سياسي كوري شمالي، ولد في 1951. نشط حزبياً في حزب العمال الكوري.